# معرفة الحقيقة والمجاز في القرآن
معرفة الحقيقة والمجاز في القرآن الحقيقة: هي كل لفظ بقي على وضعه الذي وضع له، سواء كان هذا الوضع لغويا أو شرعيا أو عرفيا... والمجاز: فرع عن الحقيقة؛ لأن الحقيقة استعمال اللفظ فيما وضع دال عليه أولا، والمجاز استعمال اللفظ فيما وضع دال عليه ثانيا، لعلاقة بين مدلولي الحقيقة والمجاز. 
من المعلوم أن الأصل في الكلام الحقيقة، وقد يصار إلى المجاز لنكتة بلاغية، ولا خلاف في وقوع الحقائق في القرآن، وهي: كل لفظ بقي على موضوعه ولا تقديم ولا تأخير فيه، وهذا أكثر الكلام.
وأما المجاز فالجمهور على وقوعه في القرآن، وقد اتَّفق البلغاء على أن المجاز أبلغ من الحقيقة، ولو وجب خلو القرآن من المجاز وجب خلوه من الحذف والتوكيد وتثنية القصص وغيره. 
وأما المجاز فاختلف في وقوعه في القرآن، والجمهور على الوقوع، وأنكره جماعة منهم ابن القاص من الشافعية، وابن خويز منداذ من المالكية، وحُكي عن داود الظاهري وابنه وأبي مسلم الأصبهاني.
وحجة منكري وقوع المجاز في القرآن أن المجاز أخو الكذب، والقرآن منزه عنه، وأن المتكلم لا يعدل إليه إلا إذا ضاقت به الحقيقة فيستعير، وذلك مُحال على الله تعالى.

## تعريف الحقيقة
الحقيقة: هي اللَّفظ المستعمل فيما وُضع له في اصطلاح التخاطب وهو ما يتبادر إلى الذهن معناه من مجرد لفظه دون التوقف على قرينة.
فإن كان ذلك الوضع لغويًّا فهي الحقيقة اللغوية مثل: لفظ أسد فإنه لفظ مستعمل في لغة العرب اسمًا للحيوان المعروف.
وإن كان الوضع شرعيًّا فهي الحقيقة الشرعية مثل: لفظ الإيمان والكفر والمؤمن والكافر والصلاة والزكاة والصوم، فهذه ألفاظ استعملت في خطاب الشرع الإسلامي للدلالة على معان مخصوصة.
وإن كان الوضع بحسب ما اصطلح عليه الناس من معنى اللفظ؛ فهي الحقيقة العرفية، كإطلاق الناس اليوم لفظ (طيارة) على وسيلة النقل الجوية المعروفة.
والحقيقة بأنواعها الثلاثة معتبرة لفهم القرآن. 

## تعريف المجاز
هو الكلمة المستعمَلة في غير ما وُضعت له في اصطلاح التخاطب على وجه يصحُّ مع قرينة عدم إرادتها.
وعرفه عبد القاهر الجرجاني بأنه: ما توسع الناس فيه لفظًا، واصطلحوا عليه واستجازوه، إما ضرورة كتسمية الرجل كلبًا أو أسدًا، وإما اختيارًا للتخفيف والعادة، كقولها: طلع الفجر، وأظلم الليل، ونبت الشجر.

## الفرق بين الحقيقة والمجاز ودلالتهما
الفرق بين الحقيقة والمجاز: هو أن الحقيقة أصل، فهي استعمال اللفظ فيما وضع ليدل عليه، والمجاز فرع يعدل إليه عن الحقيقة طلبا للاتساع أو التوكيد أو التشبيه أو نحو ذلك.

## دلالة الحقيقة والمجاز
تستوي دلالة الحقيقة والمجاز في إفادة الأحكام في القرآن الكريم، فيثبت بالحقيقة المعنى الذي وضع له اللفظ: عاما كان أو خاصا، أمرا أو نهيا، ويثبت بالمجاز المعنى الذي استعير له اللفظ. 

## الجمهور على وقوع المجاز في القرآن
وأما المجاز فاختلف في وقوعه في القرآن، والجمهور على الوقوع. 

## الرأي الآخر الذي يرى عدم وقوع المجاز في القرآن
قال الشنقيطي: ثم إن القائلين بالمجاز في اللغة العربية اختلفوا في جواز إطلاقه في القرآن.
فقال قوم: لا يجوز أن يقال في القرآن مجاز، منهم ابن خُوَيز مِنداد من المالكية، وابن القاص من الشافعية، والظاهرية.
وبالغ في إيضاح منع المجاز في القرآن أبو العباس ابن تيمية، وتلميذه ابن القيم؛ بل أوضحًا منعه في اللغة أصلًا.
فقالا: أنه لا يجوز إطلاق المجاز في القرآن مطلقًا على كلا القولين.
أما على القول بأنه لا مجاز في اللغة أصلًا؛ فعدم المجاز في القرآن واضح، وأمَّا على القول بوقوع المجاز في اللغة العربية، فلا يجوز القول به في القرآن.
وقالوا: أوضح دليل على منعه في القرآن إجماع القائلين بالمجاز على أن كل مجاز يجوز نفيه، ويكون نافيه صادقًا في نفس الأمر، فتقول لمن قال: رأيت أسدًا يرمي، ليس هو بأسد، وإنما هو رجل شجاع؛ فيلزم على القول بأن في القرآن مجازًا أن في القرآن ما يجوز نفيه.
ولا شك أنه لا يجوز نفي شيء من القرآن. 

## أهمية معرفة الحقيقة والمجاز
أن الذي يتعرض لتفسير كتاب الله تعالى لا بدّ أن يعرف السياقات القرآنية، وما هو منها على سبيل الحقيقة، وما هو على سبيل المجاز، وإذا لم يعرف هذا ربما وهو يفسر آيات من التي سيقت مجازا يجملها على الحقيقة، فيختلف عليه الأمر، فمثلا قوله تعالى: {فَمَنْ شَهِدَ مِنْكمُ الشَّهْرَ فَلْيَصُمْهُ} [سورة البقرة، الآية: 185] لو حملها على الحقيقة للزم أن يصوم الناس بعد تمام الشهر أي في شوال، وهذا باطل، وقوله تعالى: {رَبَّنا وآتِنا ما وَعَدْتَنا عَلي رُسُلِك} [سورة آل عمران، الآية: 194] كيف يكون الوعد على الرسل حقيقة؟، فلزم أن يحمل على المجاز: أي ما وعدتنا على لسان رسلك ... وهكذا. 